# گوستل بایرهامر
گوستل بایرهامر (به آلمانی: Gustl Bayrhammer) (زاده ۱۲ فوریهٔ ۱۹۲۲ – درگذشته ۲۴ آوریل ۱۹۹۳) بازیگر اهل کشور آلمان بوده است. او در زمان جنگ دوم جهانی، در نیروی هوایی آلمان خدمت می‌کرد.
وی به دلیل بازی در مجموعه تلویزیونی وروجک و آقای نجار (۱۹۸۲ – ۱۹۸۹) در ایران شناخته میشود.

## فیلم‌ها
- او.کی. (۱۹۷۰)
- ماتیاس کنایسل (۱۹۷۰)
- Der Schnüffler (۱۹۸۳)
- موفقیت (۱۹۹۱)
- Pumuckl und der blaue Klabauter (۱۹۹۳)